# Greetings from L.A.
Greetings from L.A. è il settimo album del cantante rock Tim Buckley, pubblicato nell'ottobre del 1972. Questo disco si avvicina al funk, recuperando la forma-canzone tradizionale, e abbandonando la sperimentazione degli album precedenti. È uno dei lavori più facili che Buckley abbia pubblicato, probabilmente spinto dalla casa discografica a produrre un disco vendibile, visti gli scarsi risultati commerciali dei primi lavori.

## Tracce
Lato A
1. Move with Me – 4:49 (Tim Buckley, Jerry Goldstein)
2. Get on Top – 6:35 (Tim Buckley)
3. Sweet Surrender – 6:48 (Tim Buckley)

Durata totale: 18:12
Lato B
1. Nightawkin' – 3:21 (Tim Buckley, Larry Beckett)
2. Devil Eyes – 6:51 (Tim Buckley)
3. Hong Kong Bar – 7:13 (Tim Buckley, Joe Falsia)
4. Make It Right – 4:06 (Tim Buckley, Joe Falsia, Jerry Goldstein, Larry Beckett)

Durata totale: 21:31

## Musicisti
Move with Me
- Tim Buckley - chitarra a dodici corde, voce
- Kevin Kelly - pianoforte
- Paul Noross - sassofono
- Eugene E. Siegel - sassofono
- Chuck Rainey - basso
- Ed Greene - batteria
- Clydie King - accompagnamento vocale, cori
- Venetta Fields - accompagnamento vocale, cori
- Lorna Maxine Willard - accompagnamento vocale, cori

Get on Top
- Tim Buckley - chitarra a dodici corde, voce
- Joe Falsia - chitarre
- Kevin Kelly - organo
- Chuck Rainey - basso
- Ed Greene - batteria
- Carter C.C. Collins - congas

Sweet Surrender
- Tim Buckley - chitarra a dodici corde, voce
- Joe Falsia - chitarra
- William Kuresch - violino
- Louis Kievnar - violino
- Robert Konrad - violino
- Ralph Schaffer - viola
- Harry Hyams - viola
- Jesse Ehrlich - violoncello
- Chuck Rainey - basso
- Ed Greene - batteria
- King Errison - congas

Nightawkin'
- Tim Buckley - chitarra a dodici corde, voce
- Joe Falsia - chitarra
- Chuck Rainey - basso
- Ed Greene - batteria
- Carter C.C. Collins - congas
- Clydie King - accompagnamento vocale, cori
- Venetta Fields - accompagnamento vocale, cori
- Lorna Maxine Willard - accompagnamento vocale, cori

Devil Eyes
- Tim Buckley - chitarr a dodici corde, voce
- Joe Falsia - chitarra
- Kevin Kelly - organo
- Chuck Rainey - basso
- Ed Greene - batteria
- King Errison - congas

Hong Kong Bar
- Tim Buckley - chitarra a dodici corde
- Joe Falsia - chitarra
- Jerry Goldstein - battito delle mani (hand clap)
- Alena - dancer

Make It Right
- Tim Buckley - chitarra a dodici corde, voce
- Joe Falsia - chitarra
- William Kurasch - violino
- Louis Kievman - violino
- Robert Konrad - violino
- Ralph Schaffer - viola
- Harry Hyams - viola
- Jessie Ehrlich - violoncello
- Reinhold Press - basso
- Ed Greene - batteria

Note aggiuntive
- Jerry Goldstein - arrangiamenti
- Joe Falsia - arrangiamenti strumenti ad arco (brani: Sweet Surrender e Make It Right)[2]